# بارك هيي دو
بارك هيي دو (هانغل: 박희도) (ولد في 20 مارس 1986) هو لاعب كرة قدم كوري جنوبي يلعب حاليا مع غانغوون.